# Megan Charpentier
Pour les articles homonymes, voir Charpentier (homonymie).
Megan Charpentier (née le 26 mai 2001) est une actrice canadienne connue pour son rôle de l'enfant sauvage Victoria en 2013 du film d'horreur Mama et la Reine Rouge dans Resident Evil: Retribution, en prenant la place de Michaela Dicker.

## Biographie
Megan Charpentier a commencé sa carrière agissante comme un bambin apparaissant dans une publicité Hasbro à l'âge de trois ans après l'offre d'audition. Depuis lors elle a fait plusieurs apparitions d'hôtes dans plusieurs émissions de télévision notamment Supernatural comme Tess McAnn et elle a aussi été dans plusieurs téléfilms. Elle a notamment joué la version plus jeune du personnage d'Amanda Seyfried deux fois, une fois dans Jennifer's Body et une seconde fois dans Le Chaperon rouge de Catherine Hardwicke. Charpentier a fait son acte complet  dans Resident Evil: Retribution comme la Reine Rouge et dans Mama comme Victoria. Charpentier vit actuellement à Vancouver avec sa famille. Ses passe-temps incluent l'équitation et le cyclisme.

## Filmographie

### Télévision
| Année | Titre                                | Rôle                |
| ----- | ------------------------------------ | ------------------- |
| 2007  | Painkiller Jane                      | petite fille        |
| 2007  | Aliens In America                    | la petite anita     |
| 2009  | The Guard : Police maritime          | Ellie Vanderlee     |
| 2009  | Fringe                               | petite fille        |
| 2010  | Au bénéfice du doute                 | Emily Arnold        |
| 2010  | Une vie inattendue                   | la petite nux       |
| 2010  | Hiccups                              | petite fille du bus |
| 2010  | L'Heure de la peur                   | Julia               |
| 2010  | Psych : Enquêteur malgré lui         | la petite sœur      |
| 2011  | Un peu, beaucoup, à la folie         | Émilie              |
| 2012  | Supernatural                         | Tess McAnn          |
| 2013  | Profil criminel (Profile for Murder) | la fille de Jackie  |

### Cinéma
| Année | Titre                       | Rôle            |
| ----- | --------------------------- | --------------- |
| 2008  | The Christmas Clause        | Anna            |
| 2009  | Storm Seekers               | la petite Leah  |
| 2009  | Jennifer's Body             | la petite Needy |
| 2010  | Kids Court                  | Lawyer Annie    |
| 2010  | Frankie et Alice            | Paige (8 ans)   |
| 2011  | Le Chaperon Rouge           | Jeune Valérie   |
| 2012  | Resident Evil : Retribution | La Reine Rouge  |
| 2012  | Never Ever                  | Melanie         |
| 2013  | Mamá                        | Victoria        |
| 2013  | Profile For Murder          | DrMichelle      |
| 2013  | The Games Maker             | Anunciacion     |
| 2017  | Le Chemin du pardon         | Kate Phillips   |
| 2017  | Ça                          | Greta           |